# Crystal Lake, Illinois
Crystal Lake är en stad (city) i McHenry County, i delstaten Illinois, USA. Enligt United States Census Bureau har staden en folkmängd på 40 766 invånare (2011) och en landarea på 47,5 km².